# Дерягина, Наталья Михайловна
Наталья Михайловна Дерягина (Рыжкова) (1926—?) — советский хозяйственный, государственный и политический деятель, Герой Социалистического Труда.

## Биография
Родилась в 1926 году в Рязанской губернии. Член КПСС.
С 1944 года — на хозяйственной, общественной и политической работе. В 1944—1981 гг. — участница восстановления виноградников и хозяйства местного колхоза имени Сталина села Капсихор Судакского района Крымской АССР, бригадир бригады виноградарей совхоза «Морской» города Феодосия Крымской области Украинской ССР.
Указом Президиума Верховного Совета СССР от 30 апреля 1966 года присвоено звание Героя Социалистического Труда с вручением ордена Ленина и золотой медали «Серп и Молот».
Делегат XXIV съезда КПСС.
Жила в селе Морском Феодосийского горсовета.